# Wołgar Astrachań
Wołgar Astrachań (ros. «Волгарь» Астрахань), właśc. Gosudarstwiennoje awtonomnoje uczrieżdienije Astrachanskoj obłasti „Futbolnyj kłub »Wołgar«” Astrachań (ros. Государственное автономное учреждение Астраханской области «Футбольный клуб „Волгарь”» Астрахань) – rosyjski klub piłkarski z siedzibą w Astrachaniu.

## Historia
Chronologia nazw:
- 1925–1957: Piszczewik Astrachań (ros. «Пищевик» Астрахань)
- 1958–1959: Trud Astrachań (ros. «Труд» Астрахань)
- 1960–1994: Wołgar Astrachań (ros. «Волгарь» Астрахань)
- 1995–2006: Wołgar-Gazprom Astrachań (ros. «Волгарь-Газпром» Астрахань)
- 2007–2010: Wołgar-Gazprom-2 Astrachań (ros. «Волгарь-Газпром-2» Астрахань)
- 2010–2012: Wołgar-Gazprom Astrachań (ros. «Волгарь-Газпром» Астрахань)
- 2012–...: Wołgar Astrachań (ros. «Волгарь» Астрахань)

Założony w 1925 jako Piszczewik Astrachań. Do 1992 występował w rozgrywkach Mistrzostw ZSRR. Nazywał się również Trud Astrachań i Wołgar Astrachań. W 1995 z pryjściem sponsora Gazprom zmienił nazwę na Wołgar-Gazprom Astrachań. W latach 2007–2010 klub nazywał się Wołgar-Gazprom-2 Astrachań. Potem powrócił na nazwy Wołgar-Gazprom Astrachań, a od 2012 stosuje nazwę bez sponsora - Wołgar Astrachań.

## Sukcesy
- 4 miejsce w Drugiej Grupie A ZSRR: 1969
- 1/32 finału Pucharu ZSRR: 1970, 1971, 1991
- 6 miejsce w Rosyjskiej Pierwszej Dywizji: 2001
- 1/16 finału Pucharu Rosji: 1993, 2004, 2006